# Ковалівка (Ростовська область)
Ковалівка — селище в складі Розсвітовського сільського поселення Аксайського району Ростовської області.
Населення — 1305 осіб (2010 рік).

## Географія
Розташований за 12 км на північ від міста Аксай. Ковалівка положена у верхів'ях Великої Комишувахи, — притоки Темерника.
Ковалівка на заході, півночі й півдні оточена колективними садівничими кооперативами ростів'ян.

## Історія
Хутір Ковалівка створено 21 вересня 1929 року. До складу Розсвітовської сільської ради хутір Ковалівка увійшов з 264 особами.
У лютому 2017 року, за заявою глави адміністрації Аксайського району Віталія Борзенка, буде розроблений проект по реконструкції очисних споруд, розташованих на території селища. Стічні води міста Аксай надходять у ставки селища Ковалівка, а вже з них — без очищення та знезараження у річку Темерник.
Газифікація селища становить 95 %. Працює 1 лікарня, що розрахована на 1000 ліжок. Є 1 будинок культури.

### Вулиці
- пров. Дачний 1-й,
- пров. Дачний 2-й,
- вул. Салютна,
- вул. Центральна.

## Археологія
На півночі від села Ковалівка розташовано стародавнє поселення Красний Яр-1.